# Jamie Romak
James Robert Romak (né le 30 septembre 1985 à London, Ontario, Canada) est un joueur de baseball.
Joueur d'utilité pouvant évoluer aussi bien au champ intérieur qu'au champ extérieur, Romak évolue dans la Ligue majeure de baseball pour les Dodgers de Los Angeles en 2014 et les Diamondbacks de l'Arizona en 2015.
En 2016, il s'aligne avec les Yokohama DeNA BayStars de la Ligue centrale du Japon.

## Carrière
Jamie Romak est repêché par les Braves d'Atlanta en 4e ronde en 2003. Dans sa longue route vers le niveau majeur, il évolue dans les ligues mineures pour des clubs affiliés aux Braves (2003 à 2006), aux Pirates de Pittsburgh (2007 à 2009), aux Royals de Kansas City (2010 à 2012) et aux Cardinals de Saint-Louis (2012-2013) avant de rejoindre en 2014 les Dodgers de Los Angeles. Les Braves transfèrent son contrat aux Pirates dans l'échange qui envoie à Pittsburgh Adam LaRoche le 19 janvier 2007. Dans les mineures, Romak évolue tant aux champs intérieur qu'extérieur.
Romak fait ses débuts dans le baseball majeur le 28 mai 2014 à l'âge de 28 ans. Le 8 juin suivant lors d'une visite aux Rockies du Colorado, il réussit aux dépens du lanceur Matt Belisle son premier coup sûr au plus haut niveau, un double qui lui permet de récolter ses deux premiers points produits. Ce double est son seul coup sûr en 15 matchs des Dodgers en 2014. En 2015, Romak dispute 12 parties des Diamondbacks de l'Arizona et réussit trois simples et deux doubles.

### International
Jamie Romak fait partie de l'équipe nationale du Canada aux Coupes du monde de baseball en 2009 et 2011. En 2009, il est nommé meilleur joueur de son équipe lorsque les Canadiens décrochent la médaille de bronze.
Il remporte avec le Canada la médaille d'or en baseball aux Jeux panaméricains de 2011 présentés à Guadalajara au Mexique.